# Paragnorimus sambucus
Paragnorimus sambucus är en skalbaggsart som beskrevs av Henry Fuller Howden 1970. Paragnorimus sambucus ingår i släktet Paragnorimus och familjen Cetoniidae. Inga underarter finns listade i Catalogue of Life.